# Pelidnota sikorskii
Pelidnota sikorskii är en skalbaggsart som beskrevs av Soula 2006. Pelidnota sikorskii ingår i släktet Pelidnota och familjen Rutelidae. Inga underarter finns listade i Catalogue of Life.